# Солене Займище
Солене Займище (рос. Солёное Займище) — село у Чорноярському районі Астраханської області Російської Федерації.
Населення становить 2201 особу. Входить до складу муніципального утворення Чорноярська сільрада.

## Історія
Населений пункт розташований на території українського етнічного та культурного краю Жовтий Клин. Від 1928 року належить до Чорноярського району.
Згідно із законом від 6 серпня 2004 року органом місцевого самоврядування до 1 вересня 2016 року було Село Солене Займище. Відтак, після його ліквідації, стало підпорядковуватися Чорноярській сільраді.

## Населення
| 2002 | 2010  | 2012  | 2013  | 2014  | 2015  |
| ---- | ----- | ----- | ----- | ----- | ----- |
| 2229 | ↗2257 | ↘2214 | ↘2205 | ↘2186 | ↗2201 |